# Attus tricinctus
Attus tricinctus är en spindelart som beskrevs av Władysław Taczanowski 1871. Attus tricinctus ingår i släktet Attus och familjen hoppspindlar. Inga underarter finns listade.